# Dag Vestlund
Dag Vestlund (27 maggio 1950) è un allenatore di calcio ed ex calciatore norvegese, di ruolo portiere.

## Carriera
Terminata l'attività agonistica, Vestlund ha ricoperto il ruolo di allenatore. Ha guidato il Vålerengen nel 1986. Dal 1987 al 1989 è stato commissario tecnico della Nazionale femminile norvegese, in tandem con Erling Hokstad. Nel 1988 è stato anche tecnico dello Strømmen, assieme a Per Anders Sjøvold. È poi tornato al Vålerengen dal 1989 al 1990.